# Ace of Base
Ace of Base (вимовляється «Ейс ов Бейз») — шведський попгурт, що був заснований у 1987 році та досяг найвищого успіху в 1993-94 з виходом дебютного альбому «Happy Nation».
Засновниками групи вважаються Йонас Берггрен й Ульф Екберг, музиканти які експериментували в стилі техно. Спочатку колектив мав назву Kalinin Prospect («проспект Калініна»), але незабаром був перейменований в Ace of Base. До проекту Ace of Base були запрошені сестри Йонаса Берггрена — Дженні й Лінн, які вивчали музику і співали в місцевому церковному хорі. Таким чином склад гурту збільшився до чотирьох учасників.
У 1992 році учасники гурту записали альбом «Happy Nation», однак він отримав визнання лише у 1994, коли Ace of Base підписали контракт із лейблом Arista Records і почали розкручуватися в США. Їхньою візитівкою стала досить своєрідна композиція «All That She Wants», що досягла першого місця в шістнадцятьох країнах, включаючи Велику Британію й Німеччину.
Вони стали останнім європейським колективом, що досяг значного комерційного успіху на американському музичному ринку, що вже в той час почав закриватися для доступу закордонних виконавців. Досягши другого місця в Billboard Hot 100, «All That She Wants» увійшла в історію, як найсоковитіша композиція, що не потрапила на вершину цього чарту.
Наступний сингл — «The Sign» — піднявся на вершину американських чартів і протримався там шість тижнів (не рахуючи ще чотирьох на другому місці). Навесні вони випускають оновлену спеціально для американських слухачів версію «Happy Nation» (за назвою «The Sign»), і з тиражем у 23 млн екземплярів цей диск потрапляє до Книги рекордів Гіннесса як «найкасовіший дебютний альбом».
Наступні альбоми гурту вже не мали такої популярності. Одна із солісток групи, Лінн Берггрен, практично перестала брати участь у роботі колективу у зв'язку із психічними проблемами й хворобою голосових зв'язок. У 2007 році вона покидає гурт, щоб приділяти більше уваги освіті та родині. Група продовжує існування у складі тріо, записує ремікси на відомі хіти та дає світове турне. У листопаді 2008 року група випускає альбом «Greatest Hits, Classic Remixes and Music Videos». Через зосередженість над сольним проєктом у 2009 році групу залишає Дженні Берргрен.
Наприкінці 2009 у групу запрошені дві нові учасниці — Клара Хагман та Джулія Уільямсон. 4 липня 2010 року було оголошено, що тепер група матиме назву Ace.of.Base. 16 липня 2010 року на європейських радіостанціях група презентує сингл «All For You», який було випущено 10 вересня 2010 року, він увійшов до складу альбому «The Golden Ratio», який випущено 24 вересня 2010 року.

## Дискографія
- Happy Nation (1992)
- Happy Nation (U.S. Version) (1993)
- The Sign (1993) US #1 (24 мільйони продано, з них 9 мільйонів у США)
- The Bridge (1995) US #29, (6 мільйонів продано, 2 в USA)
- Flowers (1998) (3 мільйони продано)
- Singles of the 90s (1999) (0,5 мільйона продано)
- Greatest Hits (2000) (близько 700 тис. продано)
- Da Capo (2002)(близько 250 тис. продано)
- The Golden Ratio (2010)